# IHL 1959/60
Die Saison 1959/60 war die 15. reguläre Saison der International Hockey League. Während der regulären Saison bestritten die acht Teams zwischen 67 und 68 Spielen. In den Play-offs setzten sich die St. Paul Saints durch und gewannen den ersten Turner Cup in ihrer Vereinsgeschichte.

## Teamänderungen
Folgende Änderungen wurden vor Beginn der Saison vorgenommen:
- die Troy Bruins stellten den Spielbetrieb ein.
- die Milwaukee Falcons wurden als Expansionsteam in die Liga aufgenommen.
- die Denver Mavericks wurden als Expansionsteam in die Liga aufgenommen und siedelten noch während der Spielzeit nach Minneapolis, Minnesota, um und spielten fortan unter dem Namen Minneapolis Millers.
- die Omaha Knights wurden als Expansionsteam in die Liga aufgenommen.
- die St. Paul Saints wurden als Expansionsteam in die Liga aufgenommen.
- die Toledo Mercurys änderten ihren Namen in Toledo-St. Louis Mercurys.

## Reguläre Saison

### Abschlusstabelle
Abkürzungen: GP = Spiele, W = Siege, L = Niederlagen, T = Unentschieden, OTL = Niederlage nach Overtime, GF = Erzielte Tore, GA = Gegentore, Pts = Punkte
| Eastern Division          | GP | W  | L  | T | GF  | GA  | Pts |
| ------------------------- | -- | -- | -- | - | --- | --- | --- |
| Fort Wayne Komets         | 68 | 50 | 16 | 2 | 312 | 187 | 102 |
| Louisville Rebels         | 68 | 37 | 30 | 1 | 303 | 276 | 75  |
| Toledo-St. Louis Mercurys | 68 | 28 | 36 | 4 | 266 | 298 | 60  |
| Indianapolis Chiefs       | 68 | 25 | 40 | 3 | 234 | 322 | 53  |

| Western Division                     | GP | W  | L  | T | GF  | GA  | Pts |
| ------------------------------------ | -- | -- | -- | - | --- | --- | --- |
| St. Paul Saints                      | 68 | 41 | 21 | 6 | 261 | 188 | 88  |
| Denver Mavericks/Minneapolis Millers | 68 | 39 | 27 | 2 | 297 | 233 | 80  |
| Milwaukee Falcons                    | 67 | 24 | 42 | 1 | 251 | 314 | 49  |
| Omaha Knights                        | 67 | 15 | 47 | 5 | 198 | 303 | 35  |

## Turner-Cup-Playoffs
|  | Turner-Cup-Halbfinale | Turner-Cup-Halbfinale | Turner-Cup-Halbfinale |  |  | Turner-Cup-Finale | Turner-Cup-Finale | Turner-Cup-Finale |
|  |                       |                       |                       |  |  |                   |                   |                   |
|  |                       |                       |                       |  |  |                   |                   |                   |
|  | E1                    | Fort Wayne Komets     | 4                     |  |  |                   |                   |                   |
|  | E2                    | Louisville Rebels     | 2                     |  |  |                   |                   |                   |
|  |                       |                       |                       |  |  | E1                | Fort Wayne Komets | 3                 |
|  |                       |                       |                       |  |  | W1                | St. Paul Saints   | 4                 |
|  | W1                    | St. Paul Saints       | 4                     |  |  |                   |                   |                   |
|  | W2                    | Minneapolis Millers   | 1                     |  |  |                   |                   |                   |
|  |                       |                       |                       |  |  |                   |                   |                   |

## Vergebene Trophäen

### Mannschaftstrophäen
| Auszeichnung                                          | Team              |
| ----------------------------------------------------- | ----------------- |
| Turner Cup Gewinner der IHL-Playoffs                  | St. Paul Saints   |
| Fred A. Huber Trophy Bestes Team der regulären Saison | Fort Wayne Komets |

### Individuelle Trophäen
| Auszeichnung                                                       | Spieler        | Team                |
| ------------------------------------------------------------------ | -------------- | ------------------- |
| James Gatschene Memorial Trophy MVP der regulären Saison           | Billy Reichart | Minneapolis Millers |
| George H. Wilkinson Trophy Bester Scorer                           | Chick Chalmers | Louisville Rebels   |
| James Norris Memorial Trophy Torhüter mit den wenigsten Gegentoren | Reno Zanier    | Fort Wayne Komets   |